# Марково (Бабаевский район)
Ма́рково (вепс. Markutan) — деревня в Бабаевском районе Вологодской области.
Входит в состав Вепсского национального сельского поселения (с 1 января 2006 года по 13 апреля 2009 года входила в Куйское национальное вепсское сельское поселение), с точки зрения административно-территориального деления — в Куйский национальный вепсский сельсовет.
Расстояние до районного центра Бабаево по автодороге — 126 км, до центра муниципального образования деревни Тимошино — 35 км. Ближайшие населённые пункты — Вирино, Панкратово, Пустошка.
По переписи 2002 года население — 24 человека (13 мужчин, 11 женщин). Основные национальности — русские (29 %), вепсы (71 %).

## Знаменитые уроженцы
- Киселёв Сергей (род. 27.02.1950) — кандидат филологических наук, доцент, член Союза писателей Беларуси.